# Vireo masteri
Vireo masteri là một loài chim trong họ Vireonidae.